# Tunisbukten

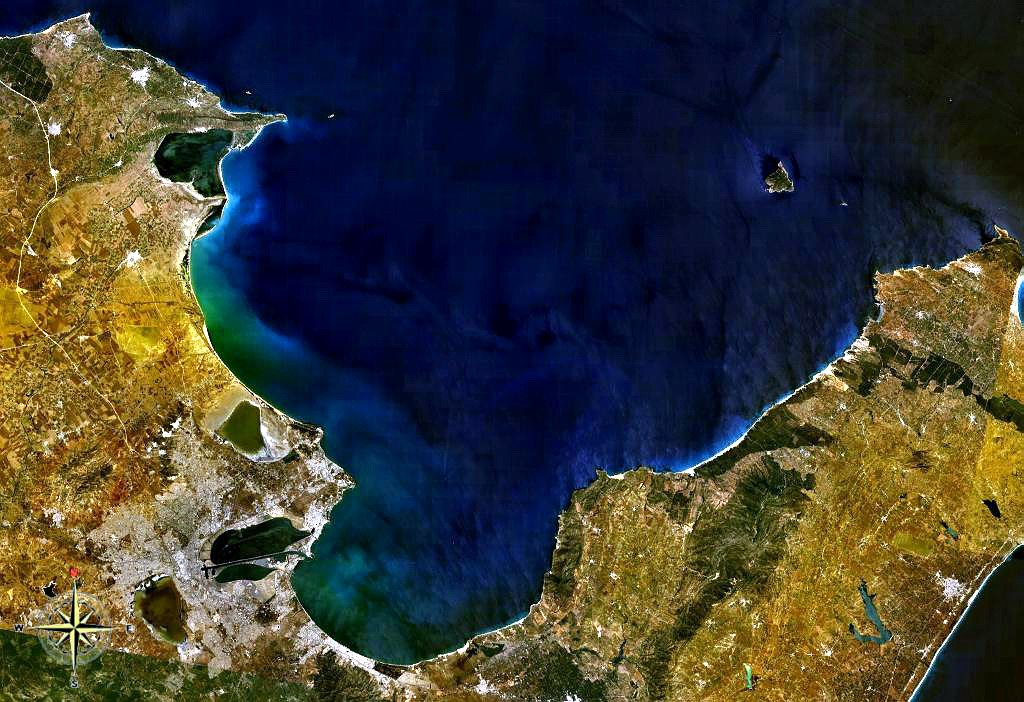
Tunisbukten sett från rymden.

Topografisk karta över Tunisbukten.

Tunisbukten (arabiska: خليج تونس) är en stor bukt i nordöstra Tunisien. Läget är omkring 37°0′N 10°30′Ö / 37.000°N 10.500°Ö.
Tunis, huvudstaden i Tunisien, ligger vid södra kanten av bukten. Förbindelsen utgörs av pendeltågstrafik. Turistorten Hammamet är belägen några mil från bukten. Bukten brukar skämtsamt kallas "Tunisiens franska riviera" och omges av bergsbyar, romerska utgrävningar och stränder.